# Satz von Pólya (Irrfahrten)
Der Satz von Pólya ist ein mathematischer Satz aus der Wahrscheinlichkeitstheorie, genauer der Theorie stochastischer Prozesse. Er beschäftigt sich mit der Frage, wie sich die Rückkehrwahrscheinlichkeit einer symmetrischen Irrfahrt zum Startpunkt verändert, wenn sich die Dimension des Raumes vergrößert, in dem die Irrfahrt stattfindet.
Der Satz von Pólya gehört zu den klassischen Ergebnissen in der Theorie der Irrfahrten und wurde 1921 von George Pólya gezeigt.

## Vorbereitung
| Dimension {\displaystyle D} | Rückkehrwahrscheinlichkeit zum Start |
| --------------------------- | ------------------------------------ |
| 1                           | 1                                    |
| 2                           | 1                                    |
| 3                           | 0.340537                             |
| 4                           | 0.193206                             |
| 5                           | 0.135178                             |
| 6                           | 0.104715                             |
| 7                           | 0.0858449                            |
| 8                           | 0.0729126                            |

Der Satz von Pólya beschäftigt sich mit der symmetrischen einfachen Irrfahrt {\displaystyle X^{D}} in {\displaystyle \mathbb {Z} ^{D}} für Dimensionen {\displaystyle D\in \mathbb {N} ^{+}}. Eine solche Irrfahrt ist eine Markow-Kette und durch die Übergangswahrscheinlichkeiten
{\displaystyle P(X_{n+1}^{D}=x|X_{n}^{D}=y)={\begin{cases}{\frac {1}{2D}}&{\text{ falls }}|x-y|=1\\0&{\text{ sonst }}\end{cases}}}
definiert, wobei {\displaystyle x,y\in \mathbb {Z} ^{D}} sind. Beachte, dass in jeder der {\displaystyle D} Dimensionen ein Schritt vor oder zurückgegangen werden kann, was insgesamt zu {\displaystyle 2D} Möglichkeiten führt, und jede dieser Möglichkeiten ist definitionsgemäß gleich wahrscheinlich.
Für {\displaystyle D=1} handelt es sich um die symmetrische einfache Irrfahrt.
Des Weiteren sei
{\displaystyle P(x):=P(\{{\text{ Es gibt ein }}n\geq 1\;{\text{ so dass }}X_{n}=x\}\;|\;X_{0}=x)}
die Rückkehrwahrscheinlichkeit zum Start für einen vorgegebenen Startpunkt {\displaystyle x}. Tatsächlich sind die Rückkehrwahrscheinlichkeiten für alle Punkte immer gleich.

## Aussage
Der Satz von Pólya lautet nun:
- Für {\displaystyle D=1} und {\displaystyle D=2} ist {\displaystyle X^{D}} rekurrent, es ist also {\displaystyle P(x)=1} für alle {\displaystyle x}. Die symmetrische einfache Irrfahrt kehrt also fast sicher zu ihrem Startpunkt zurück und tut dies damit auch unendlich oft.
- Für  {\displaystyle D\geq 3} ist {\displaystyle X^{D}} transient, es ist also {\displaystyle P(x)<1} für alle {\displaystyle x}. Somit kehrt die symmetrische einfache Irrfahrt fast sicher nur endlich oft zu ihrem Startpunkt zurück.

Der Mathematiker Shizuo Kakutani paraphrasierte (mit Anspielung auf den Drunkard’s Walk) die Aussage des Satzes wie folgt:

„A drunk man will find his way home, but a drunk bird may get lost forever“

„Ein betrunkener Mann wird seinen Weg nach Hause finden, aber ein betrunkener Vogel kann sich für immer verirren.“